# Labrisomus jenkinsi
Labrisomus jenkinsi är en fiskart som först beskrevs av Heller och Snodgrass, 1903.  Labrisomus jenkinsi ingår i släktet Labrisomus och familjen Labrisomidae. IUCN kategoriserar arten globalt som sårbar. Inga underarter finns listade i Catalogue of Life.